# About Love (film)
Pour les articles homonymes, voir About Love.
Pour plus de détails, voir Fiche technique et Distribution.
About Love est un film en trois parties, réalisé par Ten Shimoyama (Japon), Yee Chih-yen (Taïwan) et Zhang Yibai (Chine), sorti en 2005.

## Synopsis
Dans chaque partie, un étranger et un résident, d'une vingtaine d'années tous les deux, essayent de passer outre aux barrières culturelles et linguistiques et d'explorer quelque chose ayant rapport avec l'amour.
Tokyo : un étudiant taïwanais au Japon veut devenir un spécialiste de l'animation par ordinateur. Un jour il rencontre une jeune graphiste au cœur brisé possédant une qualité qui l'intrigue...
Taipei : une jeune insomniaque de Taipei appelle un ami japonais expatrié en pleine nuit. Il se rend rapidement chez elle mais pour se rendre compte que sa tâche est d'aider tout simplement de soulever une étagère pour des livres...
Shanghai : un jeune japonais vient vivre chez l'habitant à Shanghaï. La fille de la propriétaire tombe amoureuse de lui au premier regard, mais il pense toujours beaucoup à sa petite amie japonaise expatriée en Europe...

## Fiche technique
- Titre original : About Love

|                                                                                  | Tokyo                                                                                                  | Taipei                                                      | Shangaï                                                         |
| -------------------------------------------------------------------------------- | --- | ----------------------------------------------------------- | --------------------------------------------------------------- |
| - Réalisation : - Scénario : - Musique : - Photographie : - Montage : - Décors : | Ten Shimoyama Haruko Nagatsu et Yuji Yamamura Hironori Doi Kouichi Nakayama Shogo Hirasawa Machi Tsuge | Yee Chih-yen Chris Hou Chien Hsiang Natasha Ku Hsia Shao-yu | Zhang Yibai Shen Wei Ding Wei Yang Tao Zhang Yifan Thomas Chong |

- Production : Taku Ushiyama, Hideki Kama, Lim Young Chien, Gao Fengjun, Wang Dafang et Ren Huanqi
- Pays d'origine : Chine / Japon / Taïwan
- Langue : japonais, mandarin
- Format : Couleurs - 1,85:1 - Dolby Digital - 35 mm
- Genre : Romance
- Durée : 102 minutes (1h42)
- Date de sortie : 12 avril 2005 (Hong Kong)

## Distribution
| Tokyo                                                            | Taipei                                                         | Shangaï                                                                                       |
| ---------------------------------------------------------------- | -------------------------------------------------------------- | --------------------------------------------------------------------------------------------- |
| - Misaki Itō : Michiko - Chen Bo-Lin : Yao - Yui Ichikawa : Yuka | - Ryo Kase : Tecchan - Mavis Fan : A-Su - Alan Kuo : Lin Shiyu | - Takashi Tsukamoto : Shuhei Nomura - Li Xiaolu : Xiao Yun - Li Xiaojia : La mère de Xiao Yun |